# Rozengàrtovka
Rozengàrtovka (en rus: Розенгартовка) és un poble (un possiólok) del krai de Khabàrovsk, a Rússia, que el 2012 tenia 196 habitants. Pertany al districte rural de Bikinski.